# Sarnonico
Sarnonico é uma comuna italiana da região do Trentino-Alto Ádige, província de Trento, com cerca de 663 habitantes. Estende-se por uma área de 12 km², tendo uma densidade populacional de 55 hab/km². Faz divisa com Appiano sulla Strada del Vino (BZ), Fondo, Brez, Malosco, Caldaro sulla Strada del Vino (BZ), Ruffré-Mendola, Ronzone, Cavareno, Dambel e Romeno.